# Quintero
Quintero es una ciudad y comuna costera perteneciente a la provincia de Valparaíso, en la Región de Valparaíso, en la zona del norte chico de Chile por estar al norte del Río Aconcagua. 
Integra junto con las comunas de Cabildo, Calera, Hijuelas, La Cruz, La Ligua, Nogales, Papudo, Petorca, Puchuncaví, Quillota y Zapallar el distrito electoral N.º 10 y pertenece a la circunscripción senatorial Valparaíso Cordillera. Fue el primer puerto de dicho país, creado durante la expedición de don Diego de Almagro.
Forma parte del área intercomunal metropolitana del Gran Valparaíso integrando dicha conurbación junto con el balneario y zona industrial de Ventanas en el "Satélite Borde Costero Quintero - Ventanas", concebido en el Plan Intercomunal y Ordenanza de Valparaíso de 1965, ratificado y ampliando su destinación urbana hasta al río Aconcagua por el Plan Regulador Metropolitano de Valparaíso de 2012.

## Historia

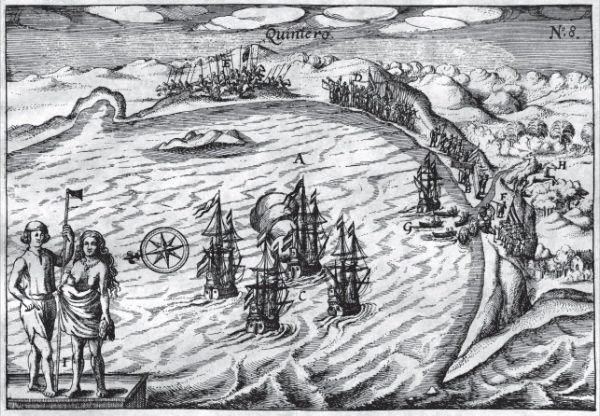
Bahía de Quintero por Van Spilbergen.

Los orígenes de Quintero se remontan al descubrimiento de Chile en 1536, cuando llega a la bahía la pequeña nao "Santiaguillo", comandada por Alonso de Quintero, cuya misión era apoyar y abastecer por mar la expedición del descubridor Diego de Almagro, que viajaba por tierra. Los habitantes de este lugar fueron indígenas descendientes de la Tradición Bato (860 a. C. al 800 d. C.) y la Cultura Aconcagua (900 al 1536), que llamaban este valle como Narau o Inareu. En esa época los marinos españoles confeccionaban cartas de navegación en su reconocimiento de las costas. Al notar don Alonso que esta bahía no existía en los mapas, decidió dibujarla quedando oficialmente consignada para la Real Armada Española como la "Bahía de Quintero". Al pasar las semanas y notar que los españoles no aparecían, Alonso de Quintero decide viajar al Sur, encontrándose con los emisarios de Diego de Almagro en la que es hoy la bahía de Valparaíso.
La bahía de Quintero, cerrada, en forma de herradura y protegida de los vientos, presenta condiciones ideales para el fondaje de embarcaciones. Las amplias llanuras adyacentes, el agua fresca y pura de esteros, el cercano río Aconcagua, bastante madera en las cercanías, abundantes productos del mar y animales de caza, hicieron de Quintero un paso obligado de abastecimiento y resguardo a los piratas y corsarios que asolaban las costas americanas.
El primer corsario en resguardarse en la bahía fue el inglés Francis Drake en diciembre de 1578, después de haber saqueado y quemado el puerto de Valparaíso. Por sus acciones Drake fue considerado un héroe en Inglaterra, siendo nombrado caballero por la Reina Isabel I. El segundo en arribar fue Thomas Cavendish en abril de 1587, provocando la resistencia de los jesuitas y colonos españoles que se lanzaron en su contra, en lo que fue la primera batalla del Chile colonial. Cavendish es famoso por ser la primera persona en circunnavegar el globo deliberadamente. En junio de 1615 llega a estas costas el refinado navegante con patente de corso neerlandés Joris van Spilbergen, a quien le gustaba que su barco insignia estuviera elegantemente amueblado y aprovisionado con los mejores vinos, y que cuando comía, lo hacía con la orquesta de a bordo y un coro de marinos como fondo musical, mientras sus hombres usaban magníficos uniformes.

### Propietarios coloniales de la Estancia de Quintero
Durante los siguientes años Quintero prosperó en la agricultura y ganadería, no siendo utilizada por los españoles como puerto de mar. Los primeros en hacerlo fueron los sacerdotes jesuitas quienes sacaron por Quintero la producción de sus haciendas del sector.
Los propietarios de la Estancia de Quintero en la segunda mitad del siglo XVI no son conocidos. A inicios del siglo XVII (1604) la estancia estaba en posesión de don Simón Díaz Hidalgo casado con doña Francisca Cifontes de Medina.
Las tierras fueron luego heredadas por su hijo Gaspar Díaz Hidalgo y posteriormente por su hermana Juana de Cifontes Díaz Hidalgo. Esta última contrajo matrimonio con don Manuel de Toro Mazote y de la Serna, hijo del famoso escribano Ginés de Toro Mazote Peñalosa y Elena Hernández de la Serna. Pasaron posteriormente al heredero de don Manuel de Toro, esto es, don Simón de Toro Mazote Cifontes y luego a su hermana Luisa de Toro Mazote Cifontes casada con don Juan Antonio Caldera y Hurtado de Jeria (fundador del apellido Caldera en Chile). Don Juan Luis Caldera y Toro Mazote (casado con doña Mariana García de Sobarzo Camus) e hijo de los anteriores fue propietario de la estancia a inicios del siglo XVIII.
Don Pedro Balbontín de la Torre casado con la hija de Juan Luis Caldera, doña Agustina de Caldera García Sobarzo, compró las tierras a sus suegros y las traspasó a su hijo José Nicolás Balbontín Caldera (matrimonio con doña Ana Josefa de los Reyes y Moraga). Don José Nicolás traspasó la estancia a su hija Josefa Balbontín de los Reyes casada con don Luis de Urriola y Echevers. La hija de don Luis de Urriola, doña María del Carmen Urriola y Balbontín, aparece como dueña de la estancia en 1814 y luego su hermana María Paula Urriola y Balbontín. Don José Vicente Ovalle Vivar, marido de esta última, vendió la estancia al Vicealmirante Cochrane por escritura fechada en 5 de mayo de 1820.

### Época republicana

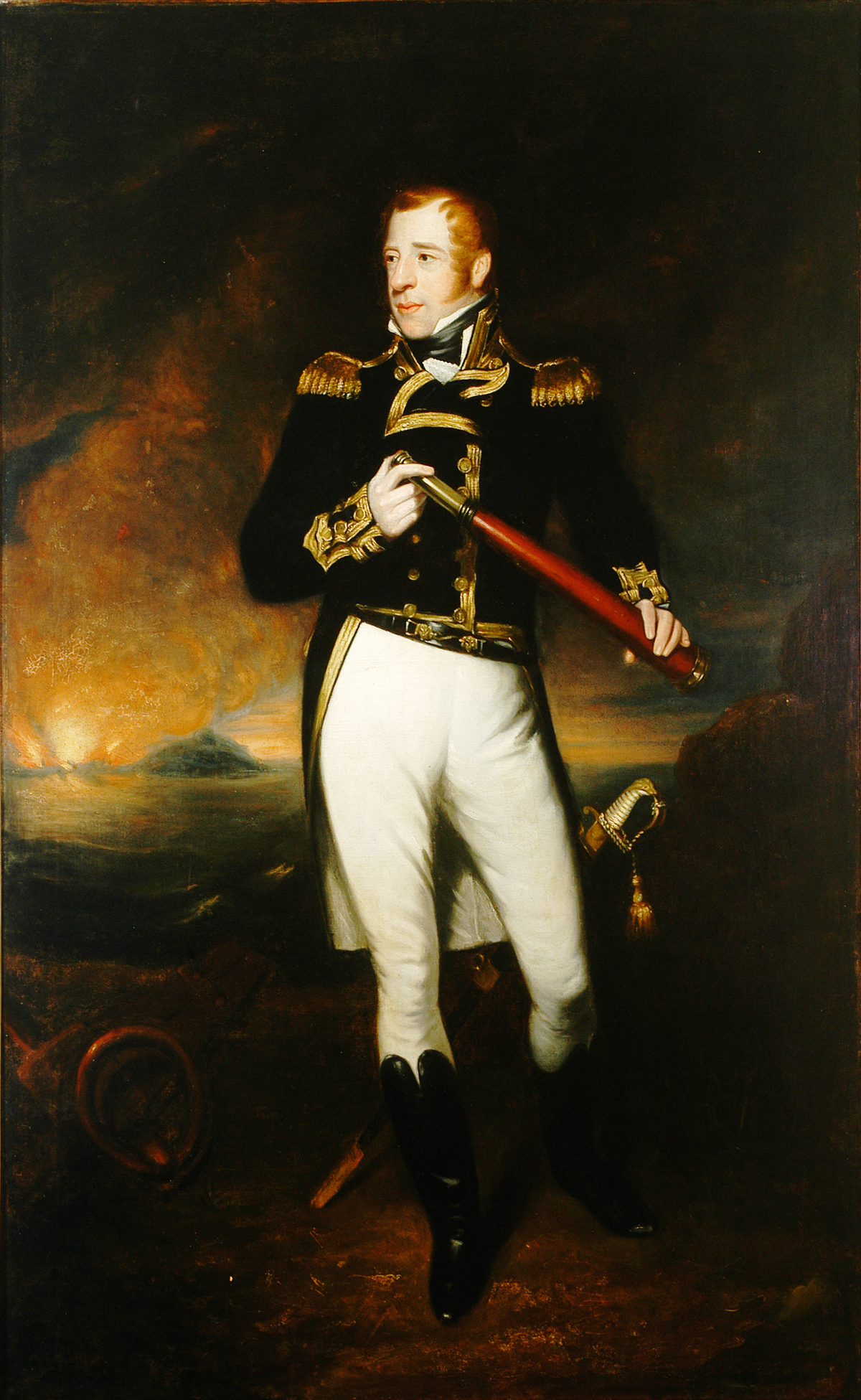
Lord Cochrane por James Ramsay

El año 1822 llega a Quintero a fijar su residencia Lord Thomas Cochrane, conde de Dundonald, quien conducirá la Primera Escuadra Nacional con el grado de vicealmirante. Cochrane trae las primeras zanahorias y nabos que se cultivarán en Chile, además de moderna maquinaria agrícola. Junto a él llega la escritora inglesa María Graham quien en su libro Diario de mi residencia en Chile, destaca en forma muy especial la belleza de Quintero: "[...] región rodeada de parajes con exuberante vegetación y lagunas en las que habitan diversas especies acuáticas." Mientras María Graham estaba en Quintero, el pueblo fue sacudido por un violento terremoto muy destructivo.

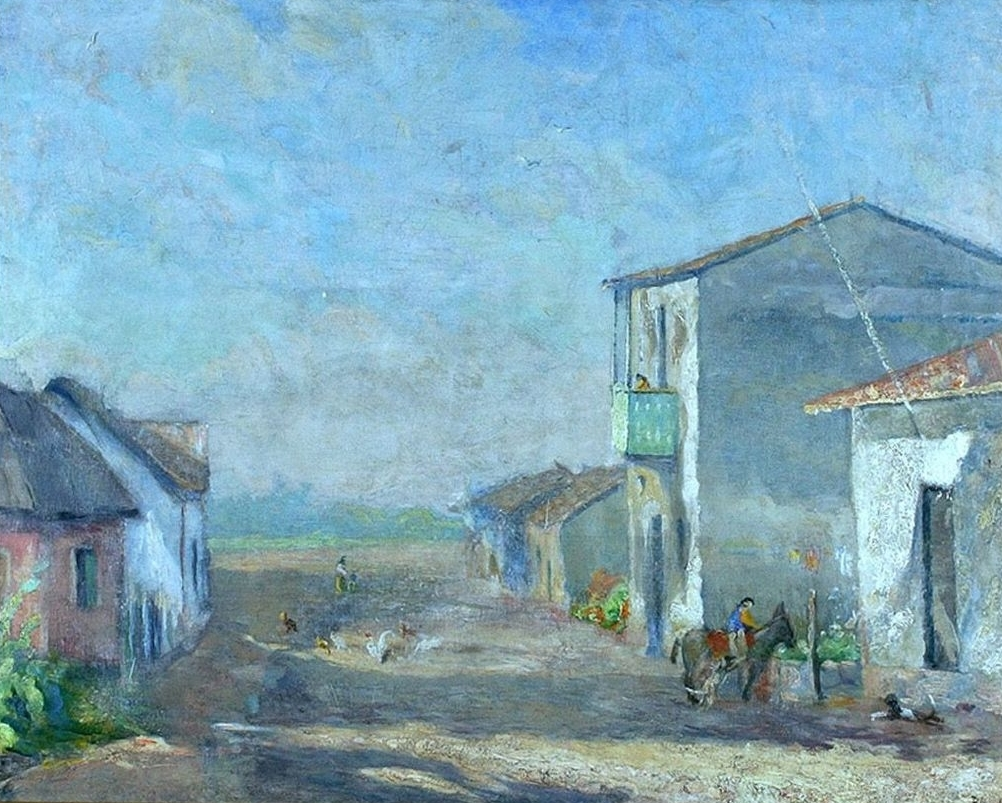
Calle de Quintero por Pablo Burchard.

Lord Cochrane se aleja de Chile en enero de 1823 y la estancia vuelve a manos de don José Vicente Ovalle, quien la vende a don José Luis Arcynera en 1828. Luego de la muerte de este último propietario las tierras de Quintero son rematadas por don José Ramón Undurraga Ramírez en 1835. Los herederos de don José Ramón Undurraga y Dominga Vicuña Aguirre conservan en su poder la estancia hasta fines del siglo XIX. De particular interés es la hijuela adjudicada a don Eduardo Undurraga Vicuña (terrenos de la península) y luego a su hermana doña Elena Undurraga Vicuña y su marido Francisco de Paula Salas, pues ellos vendieron dicha hijuela a don Luis Cousiño Squella, quien fue el gestor de la creación del balneario de Quintero y del malogrado proyecto del puerto.
En 1834 el naturalista inglés Charles Darwin visita la bahía de Quintero, realizando algunas observaciones sobre los conchales presentes en los cerros, que denotan su evolución geográfica.

### Los años de la Sociedad del Ferrocarril, Puerto y Balneario
El 24 de noviembre de 1865, en plena Guerra contra España, el presidente José Joaquín Pérez, dicta un Decreto que señala en su artículo primero: "Créase el Puerto Mayor de Quintero, en la bahía que lleva su nombre". Esta fecha corresponde al aniversario oficial del puerto y ciudad de Quintero.
Por esos años compra la hacienda Santa Rosa de Colmo Benjamín Vicuña Mackenna quien escribiría en 1874 el libro Quintero: su estado actual y su porvenir. Vicuña Mackenna sería el artífice de la llegada de la familia Cousiño a la bahía.

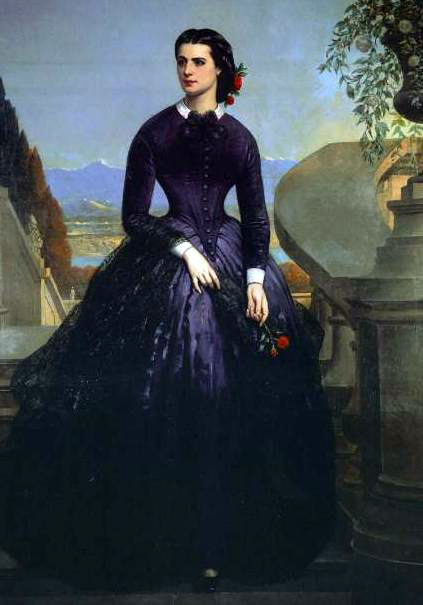
Isidora Goyenechea.

El 20 de agosto de 1891 se produce el desembarco de las tropas congresistas en el marco de la guerra civil chilena de 1891, que puso fin al gobierno de José Manuel Balmaceda.
De vital importancia en la historia de la ciudad es la llegada en 1871 de don Luis Cousiño Squella, quien junto a su esposa Isidora Goyenechea, adquiere los extensos terrenos (250 hectáreas) de la península y proyecta el nuevo puerto. Cousiño fallece antes de ver siquiera puesta la primera piedra, y es su hijo Luis Alberto Cousiño Goyenechea quien, junto a su esposa, la emigrante francesa María Luisa Sebire (1863-1958), realizan las inversiones necesarias para la construcción del puerto y fundan en 1913 la "Sociedad Ferrocarril Puerto y balneario de Quintero", loteando la exhacienda en sitios de dos mil metros cuadrados para incentivar la formación de una comunidad costera de descanso para gente pudiente del fastuoso barrio Dieciocho de Santiago.
Francisco Astaburoaga en 1899 en su Diccionario Geográfico de la República de Chile: 630  escribió sobre el lugar:

Quintero.-—Puerto del departamento de Quillota situado por los 32° 47' Lat. y 71° 32' Lon., entre la bahía de Horcón y la desembocadura del Aconcagua, y distante 35 kilómetros hacia el NO. de su capital Quillota y 25 al N. del puerto de Valparaíso. Es de rada más recogida que la de éste y un poco más abrigada durante los fuertes nortes del invierno. Sus contornos son ligeramente elevados y vistosos y de campos cultivables; al interior ó al NE. deja cercanos los pueblos pequeños de Pucalán y Puchuncaví con su pintoresca laguna y la inmediata de Campiche. Contiene una población concentrada de unos 500 habitantes, estafeta y oficina de aduana; habiendo sido habilitado de puerto menor por decreto de 16 de abril de 1866. Es asiento de municipio que extiende su acción sobre la subdelegaciones de su título, Puchuncaví y Boco. Este puerto lleva el nombre por el apellido de Alonso Quintero, piloto del Adelantado Almagro, que lo descubrió á fines de 1536. No volvió en seguida á ser visitado por nave europea hasta que entró en él el corsario inglés Tomás Cavendish el 30 de marzo de 1587; desembarcó parte de su gente pero fué atacado por milicias del interior y obligado á retirarse con pérdida de doce hombres y la fuga del colono que había tomado en Puerto del Hambre, y se dió á la vela seis días después. Más tarde, la expedición holandesa del almirante Joris Spilberg compuesta de seis buques, que no pudo entrar en Valparaíso, lo ocupó unos pocos días, erigió en tierra un reducto en forma de media luna al abrigo del cual hizo provisiones de agua y leña y lo abandonó el 17 de junio de 1615, quedando muy satisfecho de sus buenas cualidades como puerto. Bajo este punto de vista lo recomendaba Lord Cochrane para apostadero por sus ventajas de defensa y su buen brazaje; pero lo último se desmejoró con el solevantamiento de su fondo, producido por el terremoto del 19 de noviembre de 1822 que casi arruinó á Valparaiso. Ese marino fué dueño del fundo contiguo al sudeste, y construyó en una planicie á un kilómetro del lado sur del puerto y á su vista una casa para su residencia después de regresar de la expedición al Perú. De esto puerto también partió para el Brasil en el bergantín «Allen» el 18 de enero de 1823. En el mismo buque iba la escritora inglesa señora Graham, después lady Callcott, que residió en Chile varios meses y ha publicado una importante relación y descripción de la sociedad de ese tiempo. Es asimismo digna de recordarse la empresa de Don Luis Cousiño, que su muerte paralizó, para establecer aquí un bello pueblo por medio de una sociedad que el impulsó con fuertes capitales propios y que habia sido autorizada por decreto de la intendencia de Valparaíso de 8 de agosto de 1872.

En 1906 hubo un ingente terremoto y maremoto en el que los pocos sobrevivientes que quedaron se refugiaron en la cumbre del cerro La Cruz.
Para 1924, el ferrocarril ya estaba en funciones y el muelle para embarcaciones mayores ya estaba a punto. No obstante, parlamentarios opositores pro-puerto de Valparaíso se opusieron a la iniciativa. La manutención de dichas obras se hizo cuesta arriba para la Sociedad quien en 1921 vendió a la Armada de Chile parte del puerto para sus instalaciones aeronavales, de forma tal de solventar las obras del balneario y Ferrocarril.
El geógrafo Luis Risopatrón lo describe a Quintero como un ‘caserío’ en su libro Diccionario Jeográfico de Chile en el año 1924:: 220 

Quintero (Caserío de) 52° 46' 71° 32'. Cuenta con servicio de correos, aduanas i escuelas i se encuentra estendido en la costa S W i S de la bahía del mismo nombre, con miras de tomar gran desarrollo, debido a la construcción del ferrocarril a la estación de San Pedro, de la línea a Valparaíso.

### Época contemporánea

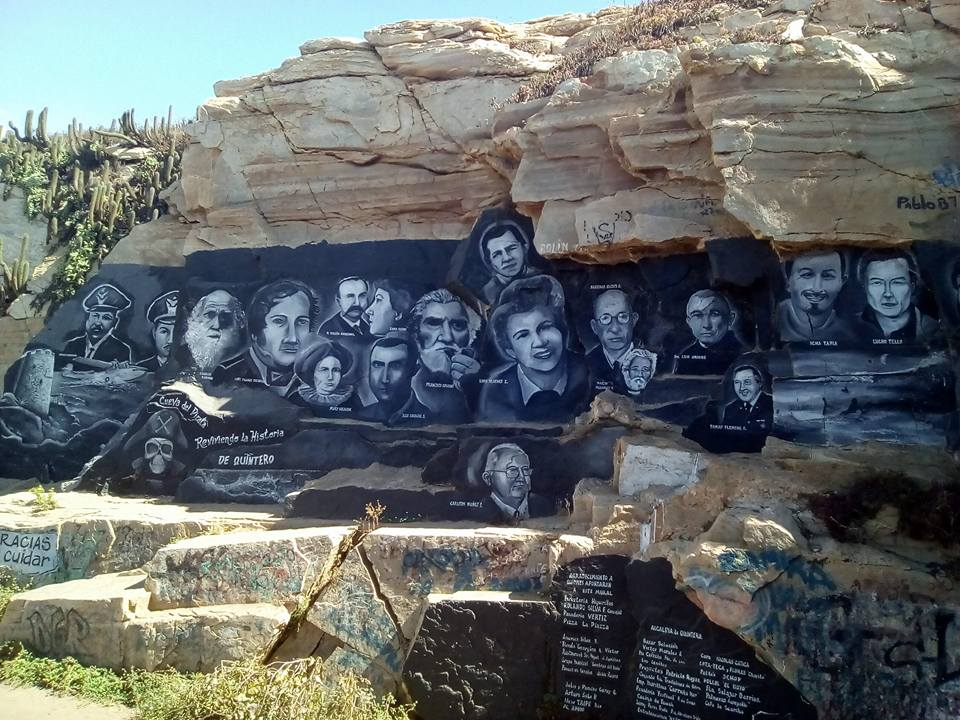
Mural en cueva del Pirata en Quintero, en honor a los visitantes ilustres

En 1931, la Sociedad de Ferrocarril quebró y el Estado tomó posesión de toda la propiedad, exceptuando la de la Base Aérea de Quintero. Propiedad de la Fuerza Aérea de Chile, un año antes en los por medio de donación de Julia Undurraga Laso, de las hectáreas que correspondían a la Hacienda la herradura (que en el siglo XIX pasó de la familia laso a los Undurraga).
A partir de esa década una sostenida corriente de nuevos veraneantes de la floreciente clase media santiaguina comienzan a poblar la ciudad.
Hacia 1947 se funda el Campamento Vida Sana en Loncura, ideado por el Profesor de Educación Física de origen checo, Benedicto Kocian, como un lugar para desarrollar el deporte y promover la salud al aire libre.
El 10 de junio de 1962 se funda el Club Social y Deportivo Quintero Unido FC, actualmente en la tercera división del fútbol chileno. El Club entrena y juega sus partidos como local en el estadio municipal Raúl Vargas de la ciudad.
En 1967 los descendientes de los Cousiño lotearon el fundo El Bato, en la parte alta del pueblo de Loncura (Loncura alto), permitiendo la creación de las primeras villas para veraneantes.
Durante la dictadura militar de Augusto Pinochet la Base Aérea de Quintero fue utilizada como centro de detención política y tortura. Hacia el sur de la ciudad se creó el Campo de Concentración de "Ritoque", administrado por personal de la FACH y Carabineros.
Entre las visitas ilustres que han dejado huella en Quintero podemos nombrar a: los escritores Francisco Coloane y José Luis Rosasco (que escribió el libro Francisca, Yo Te Amo, cuya acción se desenvuelve en Quintero), y a los músicos Florcita Motuda y el grupo Soda Stereo.
En los años iniciales del siglo XXI, Quintero ha cobrado fama como símbolo de políticas medioambientales insuficientes. Desde que a inicios del siglo XX comenzó una política de industrialización, se instalaron en la zona una termoeléctrica a carbón de Chilectra y la Fundición Ventanas de Codelco en la vecina localidad del mismo nombre; llegando en la actualidad (2019) a conformar una zona conocida informalmente como parque industrial Quintero-Puchuncaví, incluyendo industrias petroleras, terminales de gas licuado, e industrias químicas entre otras, lo que ha causado que la bahía y alrededores sea considerada una "zona de sacrificio". Múltiples protestas ante la paulatina destrucción medioambiental no tuvieron efecto, hasta que un grave episodio de intoxicación de la población por gases tóxicos en agosto de 2018 puso de relieve la situación de esta ciudad y sus aledañas en la bahía de Quintero propiciando investigaciones por el Senado de Chile. A octubre de 2019, la situación no se ha resuelto.

## Geografía

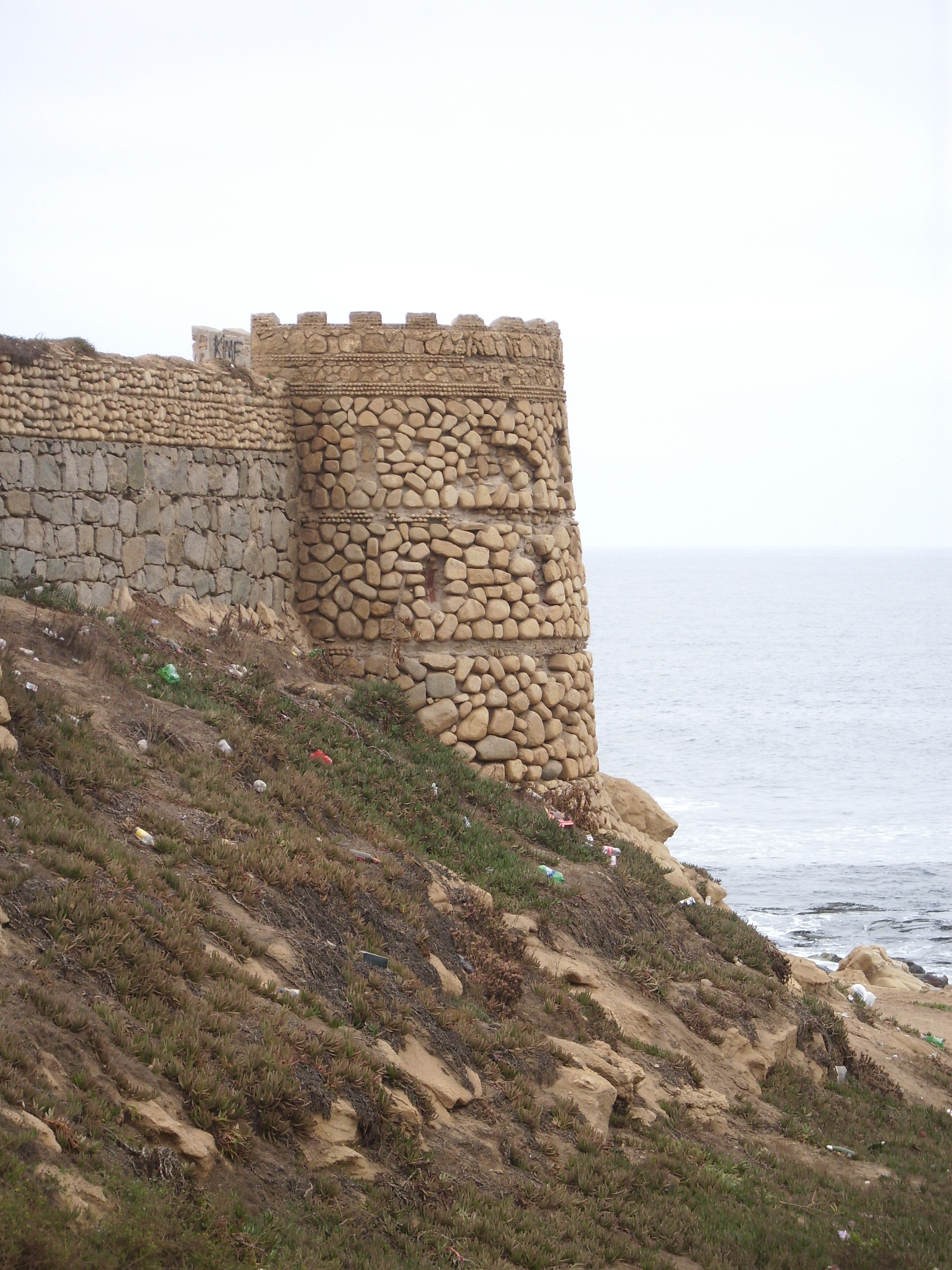
Fuerte ubicado en el sector de La Puntilla, actualmente utilizado como mirador.

Quintero está delimitado al norte por la bahía homónima, al Sur por el Río Aconcagua que lo separa de la ciudad de Concón, al norte por el pueblo de Ventanas, perteneciente a la Comuna de Puchuncaví, al Este por la Cordillera de la Costa y el Cerro Mauco que hacen frontera con la Comuna de Quillota, y al oeste por el Océano Pacífico. 

### Geomorfología
La comuna de Quintero se encuentra emplazada en las unidades geomorfológicas de Planicie marina o fluviomarina, Cordones transversales y Llanos de sedimentación fluvial o aluvional;.

### Clima
Presenta según la clasificación climática de Köppen clima mediterráneo de lluvia invernal (Csb) y clima mediterráneo de lluvia invernal e influencia costera (Csb (i)).

### Hidrología
Esta comuna se halla entre las cuencas hidrográficas de Costeras del río La Ligua y río Aconcagua, y río Aconcagua. Además, la comuna posee diversos cuerpos de agua, entre los que se destacan la laguna Chamorro, laguna El Esfuerzo, laguna El Peral, laguna Peralito y laguna Quintero Nuevo.

## Medio ambiente

Trazado simplificado de los ecosistemas y cuerpos de agua presentes en la comuna de Quintero.

### Componentes bióticos
Dentro del territorio de la comuna se pueden hallar los siguientes ecosistemas:
- Bosque esclerófilo mediterráneo costero donde predominan Lithrea caustica y Cryptocarya alba (Casi amenazado)
- Matorral arborescente esclerófilo mediterráneo costero donde predominan Peumus boldus y Schinus latifolius (Preocupación menor)

### Medidas de protección ambiental

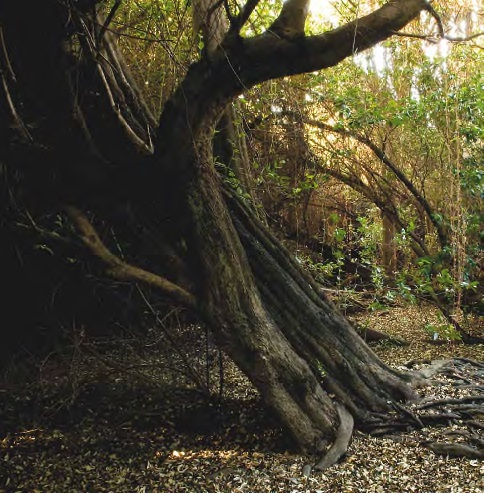
Bosque Las Petras

Hasta 2022, la comuna de Quintero cuenta con las siguientes zonas que poseen algún nivel de protección ambiental:
- Estero/Humedal de Mantagua y Dunas de Ritoque (Sitios ERB):[23][24] Es un cuerpo de agua perteneciente a la cuenca del estero Mantagua. Se encuentra conformado por una laguna costera y un estuario. Es reconocido como un importante lugar de avistamiento de aves y, junto a las Dunas de Ritoque, constituye una reserva ecológica.[25][26] Las Dunas de Ritoque, que también aparecen en algunas fuentes antiguas como "Médanos de Quintero", se extienden desde la playa a tierra adentro. Ha sido considerado el "campo dunario más importante de la costa centro-norte de Chile".[27]
- Santuario de la Naturaleza Las Petras de Quintero y su Entorno (Santuario de la Naturaleza): [28] Dentro del perímetro de la Base Aérea de Quintero, contiguo a la localidad de Loncura, se ubica este bosque, declarado Santuario de la Naturaleza en 1993.
- Humedal Los Juanes (Humedal urbano)[29]
- Humedal Los Maitenes - Campiche (Humedal urbano)[30]
- Humedal Río Aconcagua (Sitios ERB y Humedal urbano)[31][32]
- río Aconcagua (Sitios ERB)[33]

### Conflictos socioambientales
La comuna de Quintero ha sido escenario de graves conflictos socioambientales en los últimos años, principalmente debido a la presencia de un cordón industrial, con orígenes en la década de 1960, que ha generado una serie de episodios de contaminación atmosférica y marina. La denominada "zona de sacrificio" ha sufrido numerosas emergencias ambientales, afectando gravemente la salud de sus habitantes y el ecosistema local. En 2018, cientos de personas, incluidos muchos niños, presentaron síntomas de intoxicación por gases tóxicos, lo que desató una crisis de salud pública y la intervención del gobierno para decretar medidas de mitigación. Sin embargo, los habitantes de la zona continúan exigiendo soluciones más contundentes para proteger sus derechos ambientales y mejorar la calidad de vida en la comuna.

## Demografía
Según los datos recolectados en el censo del 2017, la comuna posee una superficie de 148 km² y una población de 31 923 habitantes, de los cuales son 16 089 mujeres y son 15 834 hombres.
Quintero acoge al 1,38% de la población total de la región. Un 11,59% (2.455 habitantes) corresponde a población rural y un 88,41% (18.719 habitantes) a población urbana.

### Distritos y barrios
En Quintero hay tres Distritos mayores y 20 Barrios.
Zona urbana (distrito mayor urbano)
- Quintero Centro
- Playa de Los Enamorados
- Playa Las Conchitas
- Playa El Papagallo
- Playa el Durazno
- Cerro La Cruz
- Cerro El Faro
- El borde costero
- Loncura
- Caleta Loncura
- Ritoque

Zona rural (distrito mayor Valle Alegre)
- Valle Alegre
- Santa Julia

Zona rural (distrito mayor Dumuño)
- Mantagua
- Punta De Piedra
- Santa Adela
- Santa Rosa De Colmo
- San Ramón
- Las Gaviotas
- Santa Luisa

## Administración

### Municipalidad

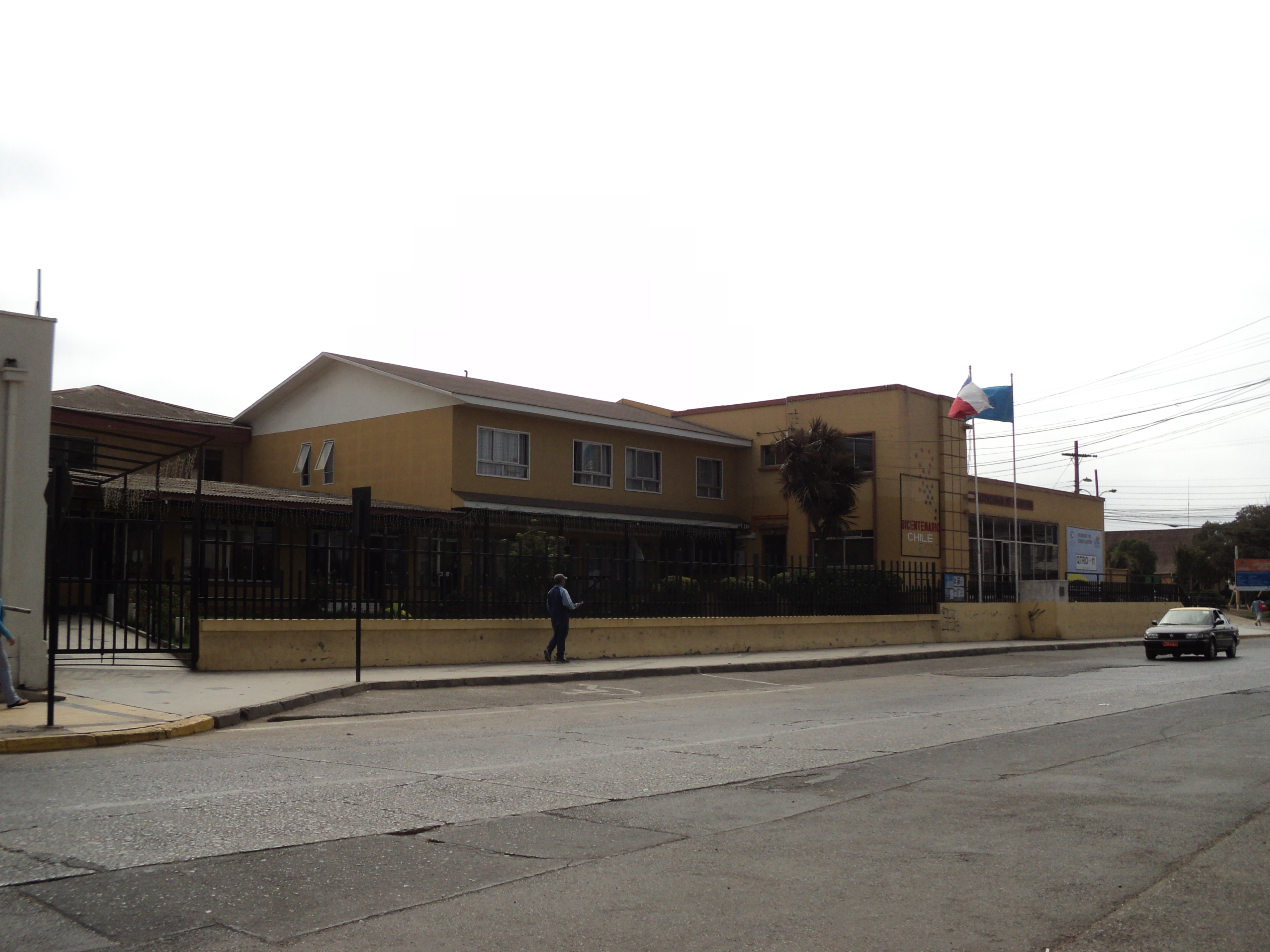
Edificio consistorial de Quintero en 2011.

La Municipalidad de Quintero para el periodo 2021-2024 es dirigida por el alcalde Mauricio Carrasco Pardo (Independiente) y el concejo municipal conformado por los concejales:
- Alejandro Ignacio Sepúlveda Santander (Federación Regionalista Verde Social)
- Rolando Hernán Silva Fuentes (Evolución Política)
- José Ricardo Varas Zúñiga (IND - Radicales e IND)
- Antonio Aguayo Suárez (IND - Unidad Por el Apruebo PS PPD e IND)
- Mario Andrés González Ahumada (IND - Unidad Por el Apruebo PS PPD e IND)
- Tamara Tello Gallo (IND - Unidos Por la Dignidad)

### Representación parlamentaria
Quintero forma parte de la circunscripción senatorial VI y del distrito electoral 6. Es representada en la Cámara de Diputados del Congreso Nacional por los siguientes diputados:
- Camila Alejandra Flores Oporto (Renovación Nacional)
- Andrés Longton Herrera (Renovación Nacional)
- Gaspar Alberto Rivas Sánchez (Partido de la Gente)
- Carolina Marzán Pinto (Partido Por la Democracia)
- Nelson Venegas Salazar (Partido Socialista de Chile)
- Chiara Barchiesi Chávez (Partido Republicano De Chile)
- Diego Eduardo Ibáñez Cotroneo (Convergencia Social)
- María Francisca Bello Campos (Convergencia Social)

En el Senado, la representan:
- Kenneth Pugh Olavarría (IND - RN)
- Francisco Chahuán Chahuán (Renovación Nacional)
- Ricardo Lagos Weber (PPD)
- Isabel Allende Bussi (PS)
- Juan Ignacio Latorre Riveros (RD)

## Economía
En 2018, la cantidad de empresas registradas en Quintero fue de 560. El Índice de Complejidad Económica (ECI) en el mismo año fue de 0,12, mientras que las actividades económicas con mayor índice de Ventaja Comparativa Revelada (RCA) fueron Administradoras de Fondos de Inversión de Capital Extranjero (868,35), Servicios Personales de Traducción, Interpretación y Labores de Oficina (46,45) y Comercio al por Menor de Armerías, Artículos de Caza y Pesca (37,64).

### Turismo

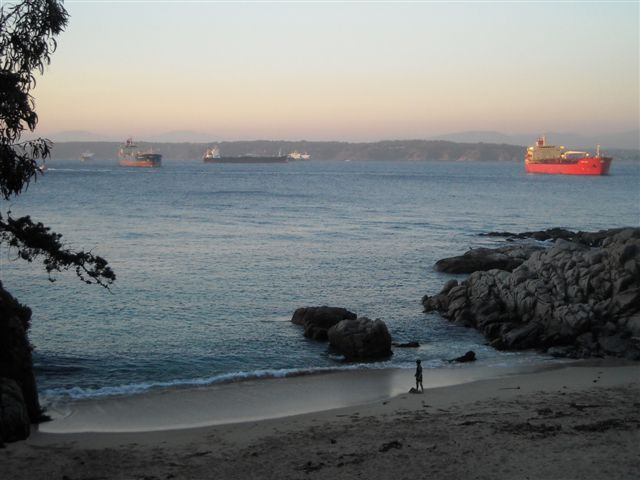
Playa Los Enamorados.

La comuna de Quintero constituye una zona de gran atractivo turístico debido a la gran cantidad de playas en la península y sus alrededores. Sus playas son aptas para nadar en época estival, además, se puede realizar pesca deportiva de mar y el surf, siendo la comuna donde se inició este deporte en Chile.
La comuna cuenta además con atractivos de interés turístico como la cueva del Pirata, donde Francis Drake "Barbarroja" se refugió y varias zonas de interés ecológico y de avistamiento de aves, como el Humedal de Mantagua y el Santuario de la naturaleza Bosque Las Petras.
También es posible practicar el turismo rural en la zona campesina de Quintero, especialmente en Valle Alegre y Santa Julia. Además se encuentra el "Cerro Mauco", la mayor altura de la Cordillera de la Costa en la zona y reconocido por turistas nacionales e internacionales.
Entre los atractivos turísticos del pueblo de Loncura, contiguo a la ciudad de Quintero, destaca la celebración de la "Fiesta de San Pedro", que se realiza sin interrupciones todos los años el domingo más cercano al 29 de junio, día del patrono de los pescadores. Característicos de esta fiesta son los bailes chinos, muestra de sincretismo religioso cuyos orígenes están relacionados con el uso de las antiquísimas flautas o pivilcas de la Cultura Aconcagua, que habitó la zona central de Chile entre los años 900 y 1400.
Actualmente la ciudad se encuentra en un proceso de rescate de su patrimonio histórico y natural, en el que destaca la puesta en valor de sus antiguas mansiones construidas a principios del siglo XX.

## Educación
La Comuna de Quintero cuenta con 16 establecimientos educacionales, de los cuales 5 son particulares subvencionados y 3 son centros especializados de educación.
- Colegio Alonso de Quintero (Particular Subvencionado)
- Colegio Inglés de Quintero (Particular Subvencionado)
- Colegio Santa Filomena (Particular Subvencionado)
- Colegio Don Orione (Particular Subvencionado)
- Colegio El Faro (Particular Subvencionado)
- Liceo Politécnico de Quintero
- Colegio Artístico Costa Mauco
- Colegio República de Francia
- Colegio de Mantagua
- Colegio Juan José Tortel
- Colegio Valle del Narau
- Centro Educacional Especial Ann Sullivan
- Escuela Especial Lourdes
- Escuela Especial de Lenguaje San Gabriel

Sumado a ello, cuenta con un CFT de la PUCV como parte de la zona Costa Norte junto a Puchuncaví. Actualmente imparten Técnico en Párvulo, Técnico en Trabajo Social y Técnico en Administración de Empresas.

## Servicios públicos

### Seguridad y orden público
La Fuerza Aérea de Chile cuenta con la unidad militar Base Aérea de Quintero.

## Lugares de interés

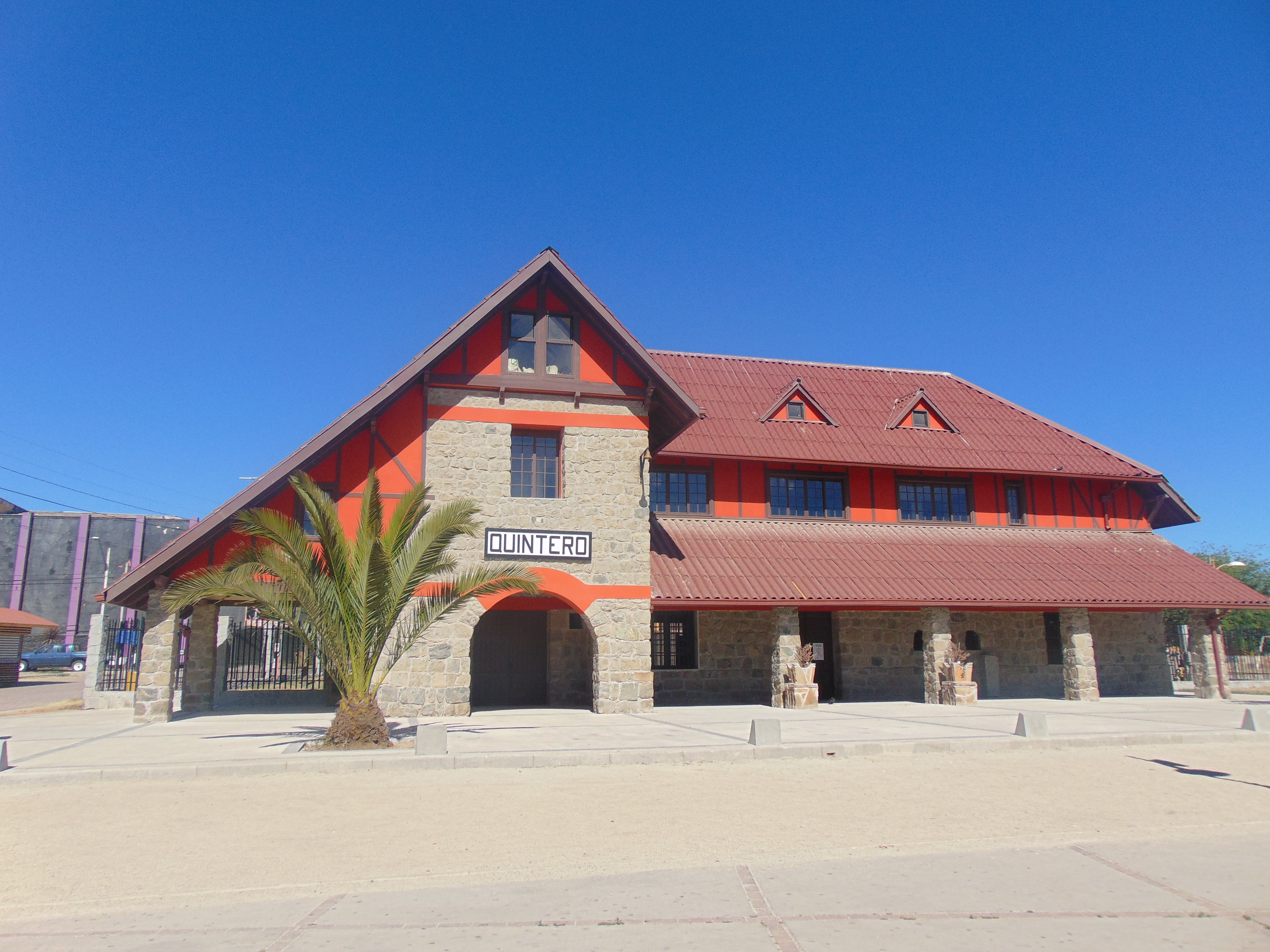
Casa estación. Corporación de Cultura y Turismo de Quintero

La muy larga playa de Ritoque al oeste va desde este último sector a Concón. Dichas playas poseen variedad de luminosidad a distintas horas del días, por estar alrededor de toda la península, con una totalidad de 16 playas.
En la zona urbana, ubicada en su mayor parte en la península de Los Molles, hay diversos puntos de interés: en el extremo Norte de la península se encuentra la punta Liles y la cueva del Pirata, la playa Las Conchitas y la playa Los Enamorados. Al poniente está el cerro El Faro, donde se encuentra el faro y la playa El Papagayo. En el cerro La Cruz se encuentra la Puntilla Félix Sanfuentes, donde hay un fuerte acompañado de varias playas. Al oriente está el centro y la Base Aérea de Quintero que limita con Loncura.

### Ciudad Abierta
La Ciudad Abierta es un campo de experimentación arquitectónica chileno de los profesores y alumnos de la Escuela de Arquitectura de la Universidad Católica de Valparaíso. Se encuentra situado en el sector Punta de Piedra, antes de llegar a Ritoque. En dicho campo de experimentación se construyen diversas obras de arquitectura y diseño.

### Base Aérea de Quintero
En 1921, la Armada de Chile establece en Quintero una base aeronaval de tipo anfibia, a la cual traslada todo el equipamiento y personal que originalmente estuvo destinado en las precarias instalaciones que hasta ese entonces existían en la playa Las Torpederas de Valparaíso.
En 1930 se crea la Fuerza Aérea de Chile, con lo que la Base pasa a ser parte de esta Institución como Base Aérea de Quintero. En las décadas de los años '50 y '60, por su número de personal y equipos se constituyó en una de las bases aéreas más grandes de Sudamérica.
La Base Aérea de Quintero ha cumplido importantes hitos en el desarrollo de la aviación chilena, como:
- Unir el continente con Isla de Pascua el 20 de enero de 1951 en "El Manutara", pilotado por Roberto Parragué.
- Unir el continente con la Antártica Chilena el 28 de diciembre de 1955.[6]

En 1959 Parragué fue ascendido a Coronel de Aviación y nombrado comandante de la Base Aérea de Quintero.
Durante la Dictadura de Augusto Pinochet. La Base fue utilizada como centro de detención política y tortura. Hacia el sur de la ciudad de Quintero se creó el Campo de Concentración "Ritoque", administrado por personal de la FACH y Carabineros.
Actualmente la Base Aérea de Quintero sirve de asiento al Regimiento de Artillería Antiaérea y Fuerzas Especiales de la Fuerza Aérea de Chile (FACH).
A partir de 2009 la FACH puso en marcha el denominado "Proyecto Fénix", destinado a convertir a la Base Aérea de Quintero en un nuevo punto estratégico de la Institución en la zona central de Chile, a través de la construcción de una segunda pista de gran longitud, que pueda ser utilizada para que grandes aviones de línea puedan aterrizar en caso de incidentes en el Aeropuerto de Santiago. Dicha iniciativa contempló el soterramiento de la ruta de acceso a Quintero por medio de un túnel de 180 metros de longitud bajo la nueva losa, la cual se extiende desde la bahía hasta las proximidades del cruce ferroviario de Ritoque.

### Casa Museo de Cochrane
Ubicada en la localidad de Valle Alegre, la Casa Museo de Cochrane cuenta con una pequeña colección que rememora la vida del almirante de la Primera Escuadra Nacional Lord Thomas Cochrane, además de contar con un hermoso jardín botánico.

## Deportes

### Complejo deportivo de Mantagua del Club de Deportes Santiago Wanderers
Desde 1998 el Club de Deportes Santiago Wanderers cuenta con este complejo ubicado en la localidad de Mantagua, el cual tiene cuatro canchas profesionales, camarines, gimnasio, oficinas, lavandería y piscina para el primer equipo y las divisiones inferiores del club. En 2004 este complejo tuvo nuevas instalaciones gracias al proyecto "Goal FIFA"

## Medios de comunicación

### Radioemisoras
FM
- 105.3 MHz - Radio Crystal
- 106.3 MHz - Radio Interferencia
- 106.5 MHz - (Sin información)
- 107.3 MHz - Radio Simpática FM

## Quinteranos Destacados
Algunos ciudadanos destacados de Quintero son:
- Miguel Manzano Burgos ( Ex sargento primer cornista solista de la banda sinfónica instrumental de la Fuerza Aérea De chile)
- Padre Pedro Ferrini Vicini (Padre miembro de la congregación internacional orionista y constructor de la escuela Don Orione de Quintero)
- Cruz Carvajal Tapia (historiadora y periodista)
- Felipe Gutiérrez (futbolista)
- Mauricio Carrasco Pardo (alcalde de Quintero durante tres períodos consecutivos)
- Rolando Silva "El Chileno" (alcalde electo de Quintero y empresario)
- Gustavo Escobar "El Caluga" (trompetista de Ricky Martin y exalumno de la escuela Don Orione)
- Sergio "Lechuga" Iturra (Faixa Preta de BJJ, Mestre de Cohab Quintero, campeón del Open de Florianopolis 2024 y de varios torneos nacionales)
- Vincenzo Guazzini Guevara (Profesor, Historiador y Escritor)
- Jorge Rivas Tride (Escritor)